# Paco Gisbert

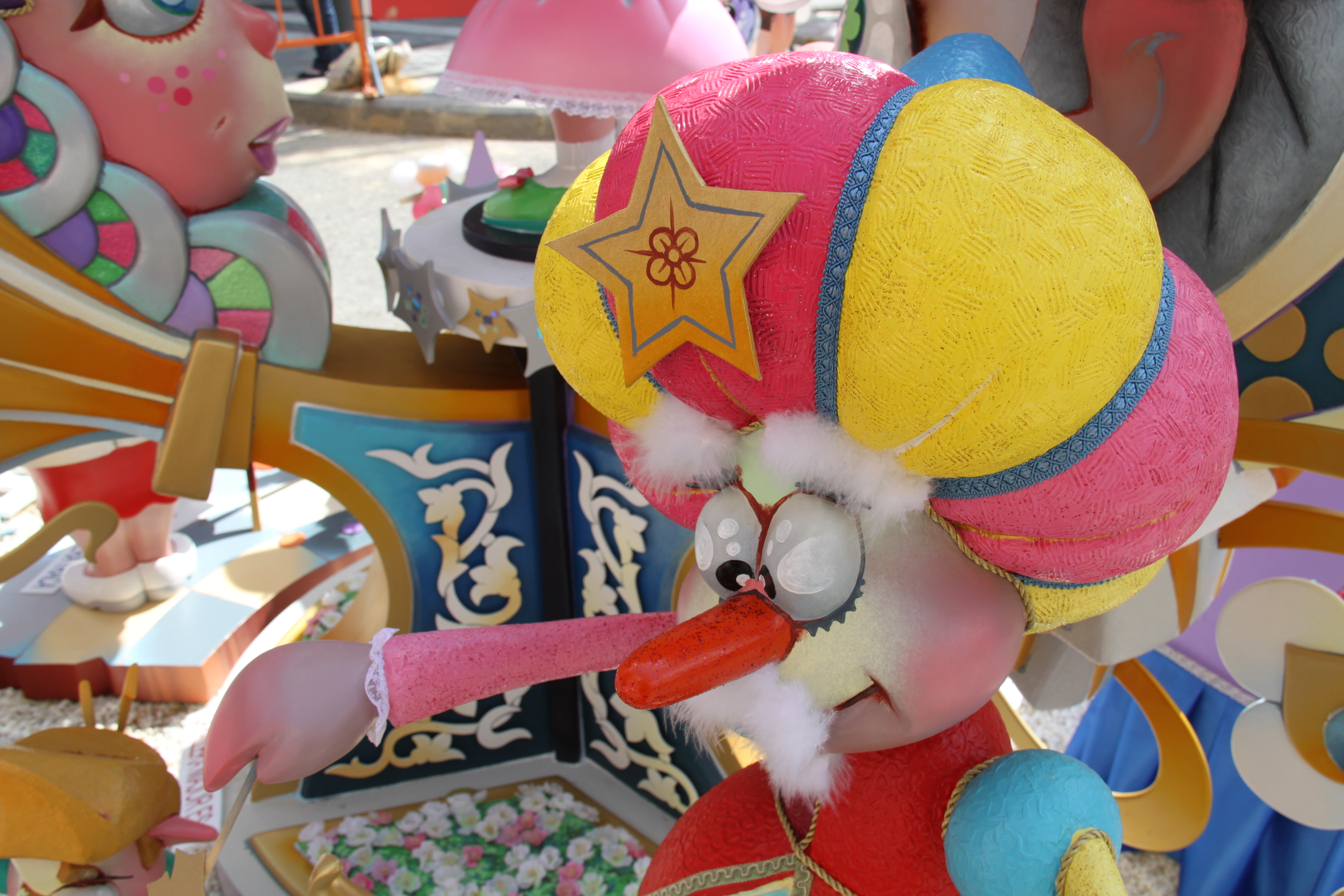
Ninot de la Falla infantil 2011 de Paco Gisbert per Exposició - Misser Mascó

Francisco Gisbert Picó (Ibi, 1958), més conegut com a Paco Gisbert, és un artista foguerer i faller valencià.

## Biografia
Els seus primers contactes amb les Fogueres d'Alacant tenen lloc als anys 70 en una època de transició entre les èpoques de Ramón Marco i Pedro Soriano, moment en el qual triomfen artistes com Pascual Domínguez, Remigio Soler i Angel Martín. Durant eixos anys entra al taller de José Múñoz Fructuoso a qui ajuda a plantar Falles i Fogueres i també en la realització d'altres treballs.
En 1981 junt a José Segarra realitza la Foguera infantil de la comissió Mestratge Industrial. Anys més tard en 1993 es produeix el seu debut en solitari creant l'obra adulta "Som fills d'un poble" per la demarcació de La Florida. Fins als inicis dels anys 2000 continuarà fent Fogueres grans en aquesta demarcació i a continuació en Plaça de Santa Maria, amb la qual en 1999 serà guardonat amb el Ninot Indultat. En 2001 aconseguirà el primer premi de Categoria Especial infantil amb "Somiem?", un treball que destaca pel seu risc donades la seua escassa base i la seua composició àeria. La seua participació en la màxima categoria infantil es completa amb dues Fogueres plantades als districtes de Carolines Altes en 2007 i 2008 a més d'altres dues per La Ceràmica en 2014 i 2015.

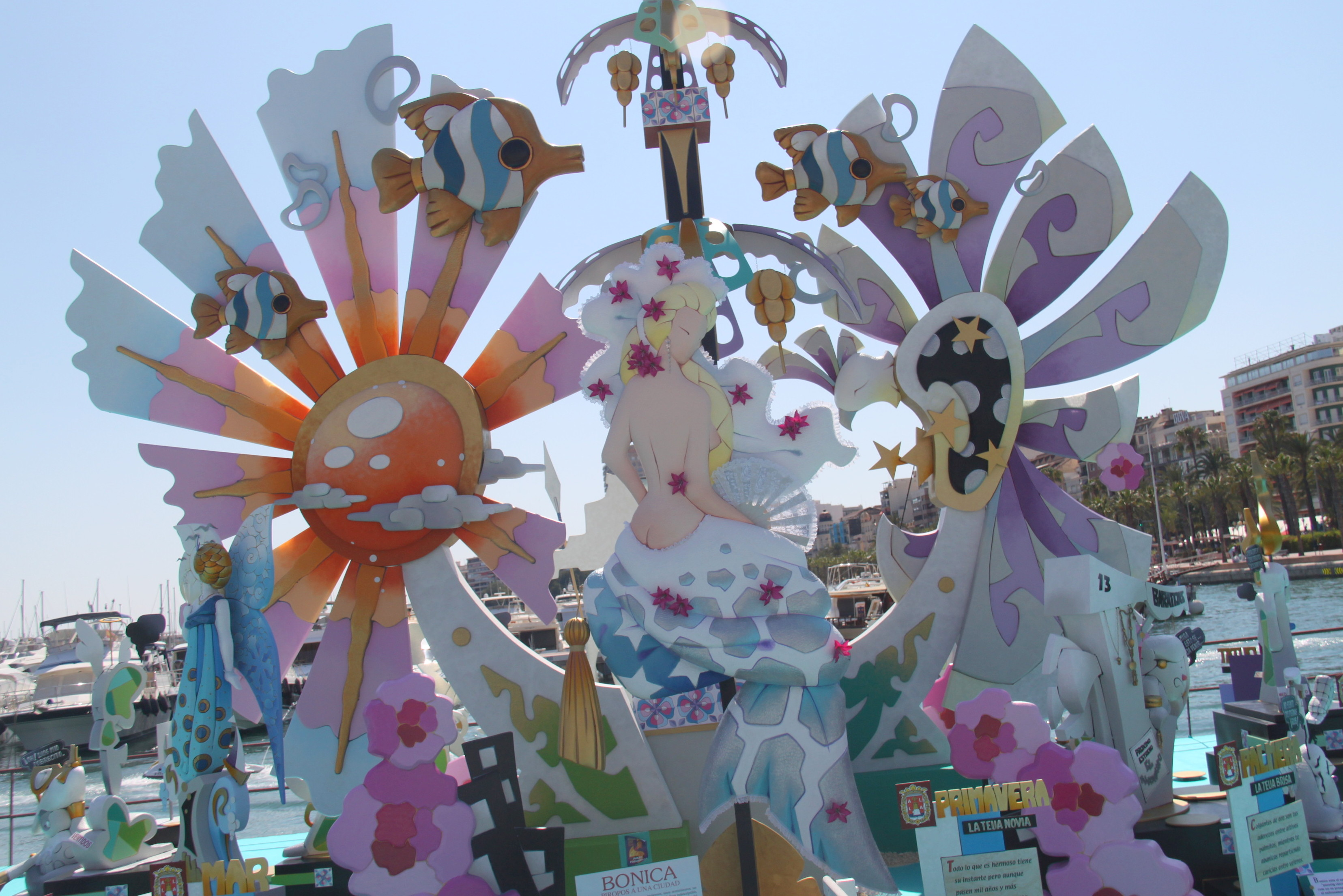
Detall de la Foguera Port d'Alacant 2015 de Paco Gisbert

Tot i que la seua carrera artística es desenvolupa majoritàriament en obres infantils compta amb més d'una vintena de Fogueres grans arribant a plantar en primera categoria per a les comissions de La Florida i Port d'Alacant destacant també creacions per a Esplanada, Passeig de Gómiz i Baver - Els Antigons en els darrers anys.
Les seues creacions efímeres es caracteritzen per un estil fàcilment reconeixible. Així són destacables l'ús coherent de textures que doten de sentit i vistositat a les seues composicions i l'originalitat de les temàtiques les quals tracta als seus cadafals. Beu de l'estil alacantí dels anys 80 repleta d'elegància i dolçor perfeccionant-lo amb el pas del temps amb noves perspectives. Entén que la Foguera i la Falla han de ser comprensibles per part del públic i que estes han de contindre una crítica de caracter tant local com global.
Els seus treballs gaudeixen de gran acceptació tant a Fogueres com a Falles. Així doncs, la seua producció a les Falles de València és ressenyable arribant a plantar en Secció Especial amb les comissions de Na Jordana i Exposició - Misser Mascó. També són conegudes les seues obres per Mestre Gozalbo - Comte d'Altea i Pelai - Matemàtic Marzal, emplaçaments per als quals ha realitzat cadafals durant un nombre d'ocasions considerable confirmant així l'interés de les associacions falleres pel seu singular estil i també la fidelitat de l'artista a les demarcacions on habitua a mostrar els seus treballs.
A més de la seua producció d'art efímer festiu també destaca en la seua trajectòria la creació de portades de llibrets les quals han resultat guardonades en diverses certamens, la creació de carrosses per a festes de moros i cristians i la realització d'escenografies i decorats per a celebracions relacionades amb la festa major d'Alacant.
Actualment Paco Gisbert es troba impartint clases com a professor del CFGS d 'artista faller i construcció d' esceneografies al IES Las Lomas d'Alacant.